# Arandilla (kommunhuvudort)
Arandilla är en kommunhuvudort i Spanien.   Den ligger i provinsen Provincia de Burgos och regionen Kastilien och Leon, i den centrala delen av landet, 150 km norr om huvudstaden Madrid. Arandilla ligger 883 meter över havet och antalet invånare är 188.
Terrängen runt Arandilla är huvudsakligen platt. Arandilla ligger nere i en dal. Runt Arandilla är det mycket glesbefolkat, med 4 invånare per kvadratkilometer. Närmaste större samhälle är Peñaranda de Duero, 6,8 km sydväst om Arandilla. Trakten runt Arandilla består till största delen av jordbruksmark.